# بحيرة مغلقة

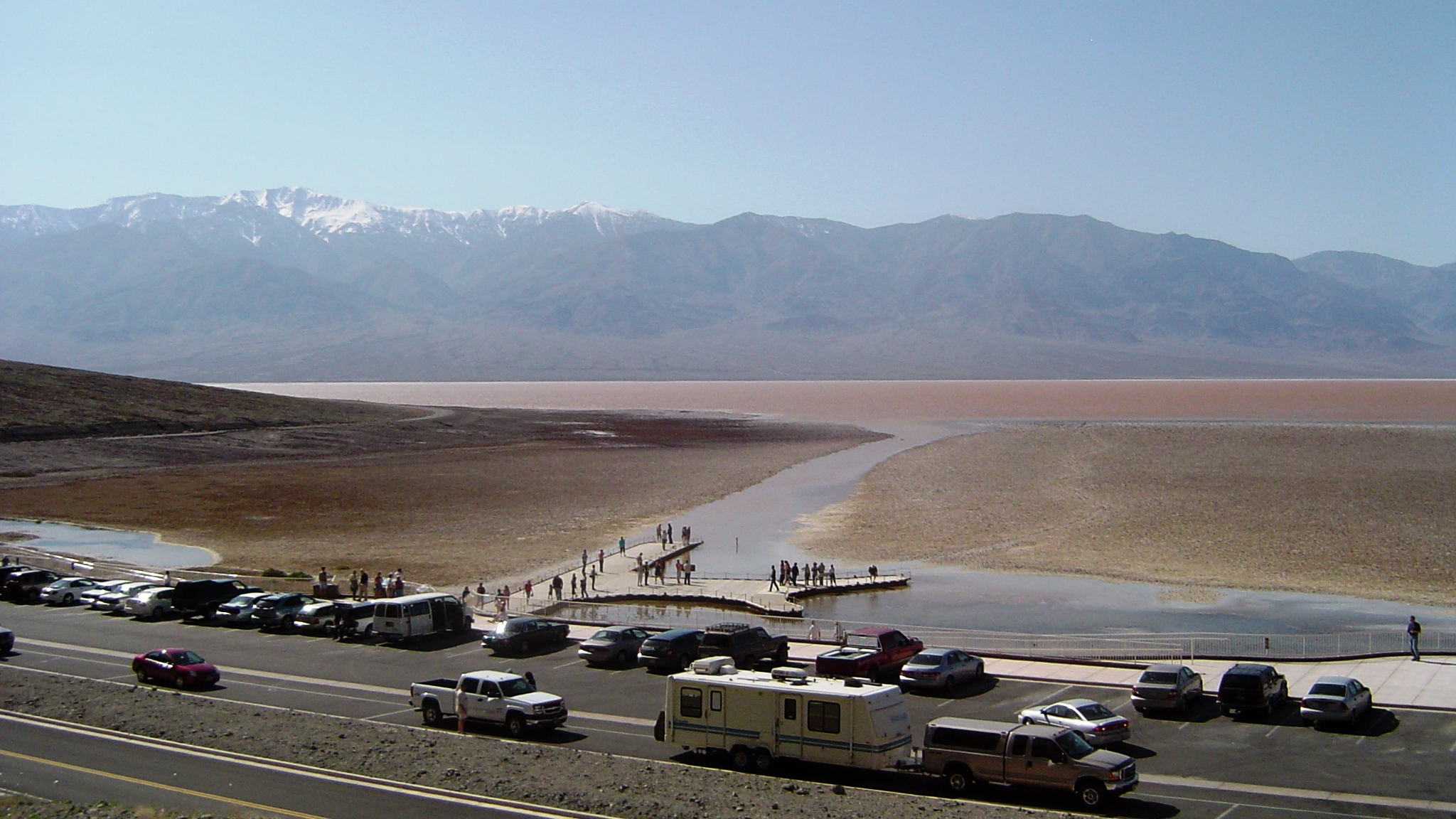
بحيرة في وادي الموت، ربيع 2005: بحيرة بادواتر الزائلة في حوض بادواتر المغمور بالمياه

بحيرة مغلقة أو بحيرة محبوسة المياه (وتسمى أيضًا بحيرة بالوعية أو بحيرة طرفية) هي مجموعة من المياه داخل حوض مغلق أو بالوعة، بدون مصرف واضح. تكون البحيرات المغلقة مالحة بشكل عام نتيجة لعدم قدرتها على التخلص من المواد المذابة المتبقية في البحيرة عن طريق التبخر. يمكن استخدام هذه البحيرات كمؤشرات للتغير البشري، مثل الري أو تغير المناخ، في المناطق المحيطة بها. تعتبر البحيرات ذات الصرف الجوفي أحواض مغلقة.